# Tabee
Tabee is een liedreeks van de Nederlandse zangers Guus Meeuwis en Diggy Dex. Vanaf 2016 werd er aan het eind van elk jaar een nummer uitgebracht met de titel Tabee en het jaartal. Het lied was een terugblik op het afgelopen jaar. De versie van 2020 had een afwijkende titel: Volgend jaar (Tabee 2020).

## Achtergrond
De eerste versie van Tabee kwam voort uit een idee die de heren hadden voor het maken van een lied voor concertreeks Groots met een zachte G - De Wintereditie. Toen de twee de delen van demo online deelden, waren er meerdere positieve reacties, onder andere van Edwin Evers, en werden de artiesten uitgenodigd om het lied ten gehore te brengen bij RTL Boulevard. Hierop werd besloten het lied op single uit te brengen. Het was de eerste single die werd uitgebracht bij Modestus Records, de label van Meeuwis zelf. 
Het lied kan worden gezien als een ode aan het afgelopen jaar. Volgend op het succes van de 2016 besloten de heren in 2017 opnieuw op dezelfde muziek een nieuwe tekst te schrijven, maar dan nu 2017 beschrijvend. Dit werd tot en met 2022 elk jaar gedaan. Voor elke versie zijn de schrijvers Guus Meeuwis, JW Roy, Diggy Dex, Marcel Tegelaar en René van Mierlo en de producer Skiggy Rapz. Hieronder zijn de uitgebrachte singles met datum van uitgave:
| Titel                     | Datum van uitgave |
| ------------------------- | ----------------- |
| Tabee 2016                | 2 december 2016   |
| Tabee 2017                | 3 december 2017   |
| Tabee 2018                | 6 december 2018   |
| Tabee 2019                | 18 december 2019  |
| Volgend jaar (Tabee 2020) | 11 december 2020  |
| Tabee 2021                | 16 december 2021  |
| Tabee 2022                | 12 december 2022  |

## Hitnoteringen
Enkel de eerste versie had een notering in een hitlijst. Er was geen notering in de Single Top 100 en de Nederlandse Top 40 werd ook niet bereikt. Bij laatstgenoemde kwam het wel tot de negentiende plaats van de Tipparade.